# Реакція Блана
Реакція Блана (англ. Blanc reaction) —
- 1. Хлорметилювання ароматичних сполук дією формальдегіду й гідроген хлориду в присутності дегідратуючих кислот (H2SO4, H3PO4) або кислот Льюїса (AlCl3, SnCl4, ZnCl2) як каталізаторів:

{\displaystyle \mathrm {ArH+CHO{\xrightarrow {HCl,[ZnCl_{2}]}}ArCHCl} }
- 2. Циклізація 1,4- або 1,5-дикарбонових кислот у циклічні кетони під дією оцтового ангідриду при нагріванні; 1,2- та 1,3-кислоти дегідратуються в циклічні ангідриди (правило Блана):